# Allan Davis
Pour les articles homonymes, voir Davis.
Ne doit pas être confondu avec Alan Davis.
Allan Davis, né le 27 juillet 1980 à Ipswich, est un coureur cycliste australien. Spécialiste des sprints massifs, il a remporté plus de 20 victoires au cours de sa carrière, et terminé sur le podium de Milan-San Remo, de Paris-Tours et de la Classique de Hambourg.

## Biographie

### Enfance et carrière amateur
Allan Davis commence le cyclisme à l'âge de dix ans. En 1998, il est élu cycliste junior australien de l'année. Sélectionné en équipe nationale espoirs, il se classe septième puis sixième du championnat du monde dans cette catégorie en 2000 et 2001.

### 2002-2003: les débuts
Après deux années dans l'équipe United Water-AIS, Davis devient professionnel en 2002, dans l'équipe Espoirs de la Mapei-Quick Step, avec laquelle il prouve ses compétences de sprinteur, remportant notamment une étape du Tour du Cap. 
Il rejoint l'année suivante l'équipe espagnole ONCE-Eroski. Il obtient la deuxième place du championnat d'Australie, puis termine deuxième du Trofeo Mallorca et remporte le Trofeo Alcudia et une étape du Circuit de la Sarthe. Sélectionné pour les championnats du monde, il y prend la douzième place.

### 2004-2005: la confirmation
La saison 2004 commence bien pour Davis, qui remporte successivement le Trofeo Mallorca et le Trofeo Manacor, puis participe pour la première fois à Milan-San Remo, qu'il termine à la 25e place. En juin, il remporte une étape du Tour d'Allemagne. Sur le Tour de Pologne, en septembre il remporte une étape, mais prouve aussi qu'il n'est pas qu'un sprinteur en prenant la cinquième place du classement final. Quelques semaines plus tard, il se révèle au plus haut niveau : il est dans le groupe qui se dispute la victoire aux championnats du monde, et termine cinquième. Il prend dans la foulée la quatrième place de Paris-Tours, puis remporte le Tour du Piémont. À la fin de 2004, le jeune coureur est devenu un sprinteur reconnu. 
L'année suivante commence aussi bien pour Davis. Il termine deuxième du Tour Down Under, remporte deux étapes du Tour de Murcie, puis une étape du Tour d'Aragon, qu'il termine sixième, et en août, une étape de l'Eneco Tour à Landgraaf au terme de laquelle il s'empare du maillot vert de leader du classement par points, qu'il portera jusqu'au bout, et du maillot jaune de leader du classement du meilleur jeune. Il participe également pour la deuxième fois au Tour de France, où il prend quelques places d'honneur dans les sprints. Mais il s'illustre surtout sur les classiques. Sur sa lancée du Tour, il termine troisième de la HEW Cyclassics, derrière Filippo Pozzato et Luca Paolini. Quelques mois plus tard, il termine à nouveau troisième de Paris-Tours, derrière Erik Zabel et Daniele Bennati.

### 2006-2008: l'affaire Puerto
En janvier 2006, Davis remporte deux étapes du Tour Down Under, mais réalise par la suite une première moitié de saison un peu décevante. En juin, son nom est cité dans l'affaire Puerto, mais est blanchi par la justice espagnole le 26 juillet. Cette affaire entache cependant la carrière de Davis : son équipe disparait, et malgré son talent, il a de grandes difficultés à trouver une équipe. Il est finalement recruté par l'équipe Discovery Channel en janvier 2007. 
Il prouve rapidement à sa nouvelle équipe qu'elle a fait le bon choix en obtenant la deuxième place de Milan-San Remo. Il remporte ensuite une étape du Tour de Catalogne mais n'est pas sélectionné pour le Tour de France. Il court donc en juillet le Tour du lac Qinghai, dont il remporte cinq étapes. Davis participe ensuite sans succès à la Vuelta, mais termine cinquième de Paris-Tours. 
Malgré ces excellents résultats sur les classiques, Davis, victime de sa réputation, peine à retrouver une équipe après la disparition de Discovery Channel. Il participe dans les rangs de l'équipe UniSA-Australia au Tour Down Under, où il remporte une étape et termine deuxième du classement final. Malgré cela, il doit attendre la fin du mois de mars pour trouver un contrat chez l'équipe belge Mitsubishi-Jartazi pour la saison. De nouveau à son meilleur niveau à partir d'août, il termine deuxième du Tour du Limousin puis quatrième du Grand Prix Ouest-France. Ces bons résultats lui permettent d'obtenir un contrat de deux ans dans la formation Quick Step. Avec cette nouvelle équipe, il termine pour la deuxième fois troisième de la Vattenfall Cyclassics, derrière ses compatriotes Robbie McEwen et Mark Renshaw, puis quatrième du Tour de Pologne, dont il remporte une étape.

### 2009-2010: le retour au plus haut niveau
En 2009, pour la première fois depuis 2006, Davis ne passe pas le début de saison à chercher une équipe. Il remporte alors trois étapes et le classement final du Tour Down Under, auquel il participe pour la onzième fois. Continuant sa saison en Europe, il éprouve quelques difficultés, mais revient en forme au bon moment et termine quatrième de Milan-San Remo.
Il s'engage en 2010 chez Astana où après un début de saison contrarié par des blessures, il termine troisième du Tour de Picardie au mois de mai et ramène une médaille de bronze du championnat du monde sur route, disputé en Australie. La semaine suivante, il remporte la course en ligne des Jeux du Commonwealth.
Il s'engage le 20 septembre 2011 chez GreenEDGE. Il reste dans cette équipe jusqu'en fin de saison 2013 où son contrat n'est pas prolongé. Ne retrouvant pas d'équipe, il annonce la fin de sa carrière professionnelle en février 2014.

## Palmarès et classements mondiaux

### Palmarès
| - 1997 - Classement général du Giro di Basilicata - 1998 - Memorial Cavalier Mario Del Serra - 1999 - Gran Premio Ucat - 2000 - 7e du championnat du monde sur route espoirs - 2001 - Coppa d'Oro Città di Pesaro - 3e du Circuito del Porto-Trofeo Arvedi - 6e du championnat du monde sur route espoirs - 2002 - 1re étape du Tour du Cap - Cape Town Cycle Tour - 2e du Grand Prix Istria 4 - 3e du championnat d'Australie sur route espoirs - 2003 - Trofeo Alcudia - 4e étape du Circuit de la Sarthe - 2e du championnat d'Australie sur route - 2e du Trofeo Mallorca - 2004 - Trofeo Mallorca - Trofeo Manacor - 5e étape du Tour d'Allemagne - 3e étape du Tour de Pologne - Tour du Piémont - 4e de Paris-Tours - 5e du Tour de Pologne - 5e du championnat du monde sur route - 2005 - 3e et 5e étapes du Tour de Murcie - 5e étape du Tour d'Aragon - 3e étape de l'Eneco Tour - 2e du Tour Down Under - 3e de Paris-Tours - 3e de la HEW Cyclassics | - 2006 - 2e et 5e étapes du Tour Down Under - Médaillé de bronze de la course en ligne aux Jeux du Commonwealth - 9e de Gand-Wevelgem - 2007 - 3e étape du Tour de Catalogne - 1re, 3e, 5e, 6e et 9e étapes du Tour du lac Qinghai - 2e de Milan-San Remo - 5e de Paris-Tours - 2008 - 4e étape de la Jayco Bay Classic - 2e étape du Tour de Pologne - 3e étape du Tour Down Under - 2e de la Jayco Bay Classic - 2e du Tour Down Under - 2e du Tour du Limousin - 3e de la Vattenfall Cyclassics - 4e du Grand Prix de Plouay - 4e du Tour de Pologne - 2009 - Tour Down Under : - Classement général - 2e, 4e et 5e étapes - 2e du Grand Prix de Wallonie - 2e de Paris-Bruxelles - 4e de Milan-San Remo - 4e de la Vattenfall Cyclassics - 2010 - Médaillé d'or de la course en ligne aux Jeux du Commonwealth - Médaillé de bronze du championnat du monde sur route - 3e du Tour de Picardie - 5e de la Vattenfall Cyclassics - 2011 - 9e du Tour Down Under - 2012 - Classement général de la Jayco Bay Classic - 6e du championnat du monde sur route |  |

### Résultats sur les grands tours

#### Tour de France
2 participations
- 2004 : 98e
- 2005 : 84e

#### Tour d'Italie
1 participation
- 2009 : 119e

#### Tour d'Espagne
4 participations
- 2007 : non-partant (18e étape)
- 2009 : abandon (9e étape)
- 2010 : 76e
- 2012 : 167e

### Classements mondiaux
| Année                  | 2005 | 2006 | 2007 | 2008 | 2009 | 2010 | 2011 | 2012 | 2013 |
| ---------------------- | ---- | ---- | ---- | ---- | ---- | ---- | ---- | ---- | ---- |
| Classement ProTour     | 44e  | 126e | 36e  | 12e  |      |      |      |      |      |
| Calendrier mondial UCI |      |      |      |      | 11e  | 90e  |      |      |      |
| UCI World Tour         |      |      |      |      |      |      | 149e | 112e | nc   |